# 13-я гвардейская кавалерийская дивизия
13-я гвардейская кавалерийская дивизия — воинское соединение РККА, принимавшее участие в Великой Отечественной войне в составе Воронежского, Западного, Белорусского, 1-го и 2-го Украинских фронтов.
Сокращённое наименование — 13 гв. кд.

## Полное наименование
13-я гвардейская кавалерийская Ровенская Краснознамённая, ордена Суворова дивизия

## История

### В годы войны
83-я кавалерийская дивизия была сформирована с 1 сентября по 1 октября 1941 года.
7 ноября 1941 года дивизия отправлена на фронт 14 эшелонами. Боевое крещение личный состав дивизии принимает в составе конно-механизированной группы войск 61-й армии в районе города Ряжск.
21 февраля 1942 года дивизия после боев выведена в резерв сначала Западного, а затем Брянского фронтов в район пасынка Тульской области где прошла доукомплектование до 25 декабря 1942 года.
15 января 1943 года дивизия в составе 7-го кавалерийского корпуса вводится в прорыв на юго-запад Кантемировки. За 4 дня в тылу врага дивизия прошла с боями 215 км и освободила город Уразово и Валуйки — важные железнодорожные узлы, разгромила итальянский Альпийский корпус.
За образцовое выполнение заданий, героизм личного состава в Валуйского-Уразовской операции 19 января 1943 года дивизия была преобразована сначала в 83-ю гвардейскую кавалерийскую дивизию, а 14 марта 1943 года дивизии присвоена новая нумерация и она стала именоваться 13-я гвардейская кавалерийская дивизия.
С 20 января по 1 апреля 1943 года дивизия активно участвует в боевых действиях на Воронежском фронте в составе 6-го гвардейского кавалерийского корпуса пройдя с боями 1670 км и освободив 800 населённых пунктов.
С 14 августа по 5 октября 1943 дивизия активно принимает участие в наступательных операциях Западного фронта в составе 10-й армии.
С 28 января по 13 апреля 1944 года успешно выполняет задачи по захвату в тылу врага важных коммуникаций Луцка, Ровно, осуществляет рейд в тыл противника в район города Дубно.
Приказом ВГК № 22 от 7 февраля 1944 года за взятие города Ровно дивизии присвоено наименование Ровенская.
27-30 июля 1944 года дивизия участвует в боях в тылу врага около реки Висла на участке Пьяница — Хвалевице (Польша) в составе 1-го Украинского фронта, а с 6 октября по 5 декабря 1944 года в рейдовых боях на Будапештском направлении в составе 6-го гвардейского кавалерийского корпуса.
За овладение городом Дебрецен Указом Президиума Верховного Совета СССР от 14 ноября 1944 дивизия награждена орденом Красного Знамени.
С 10 декабря 1944 по 27 января 1945 года дивизии ведёт бои северо-западнее Медоверце (Чехословакия).
С 5 апреля по 12 мая ведёт бои на направлениях Брно и Мокроврата (Чехословакия) в составе 6-й гв. кк 1-й гвардейской конно-механизированной группы 2-го Украинского фронта. За образцовое выполнение заданий командования в боях с немецкими захватчиками на территории Чехословакии Указом Президиума Верховного Совета СССР от 17 мая 1945 года дивизия награждена орденом Суворова 2-й степени и стала именоваться — 13-я гвардейская кавалерийская Ровенская Краснознамённая ордена Суворова дивизия.
С 5 июня по 31 июля 1945 дивизия совершает марш из района Мокроврата в город Новоград-Волынский.
1 августа 1945 во исполнение директивы ГШ ОРГ/4/85329 от 30 июня 1945 дивизия переформирована в 11-ю гвардейскую механизированную Ровенскую Краснознамённую, ордена Суворова дивизию. В 1957 году переформирована в 30-ю гвардейскую танковую дивизию.
За годы войны боевые знамёна частей дивизии были украшены 22 орденами, 30 гвардейцев получили звание Героев Советского Союза.

### После войны
С 4 по 12 ноября 1956 года дивизия участвует в боевых действиях по подавлению антисоветского восстания в Венгрии.
С 5 по 10 января 1957 года дивизия передислоцировалась в Новоград-Волынский.
На конец 1980-х годов дивизия (в/ч 16580) дислоцировалась в г. Новоград-Волынский (УССР) и находилась с 1946 года в составе 8-й танковой Краснознамённой армии (до 1957 г. — 8-я механизированная армия) Прикарпатского военного округа.
Согласно приказу Украины «О Вооружённых Силах Украины» от 6 декабря 1991 года 30-я гвардейская танковая дивизия 8-й танковой армии вошла в состав Вооружённых сил Украины. В феврале 1992 года личный состав дивизии принял присягу на верность народу Украины.
Согласно Директиве НГШ № 115/1/0627 от 25 августа 1993 года 30-я гвардейская танковая дивизия вошла в боевой состав 8-го армейского корпуса.
Согласно плану подготовки ВС Украины в период с 10 по 18 ноября 1994 года в частях 30-й танковой дивизии проводилась инспекция Министерства обороны Украины во главе с заместителем Министра обороны Украины — командующим Сухопутных войск ВС Украины генерал-полковником Собковым В. Т. По результатам инспекции положение дел в частях дивизии было оценено на «удовлетворительно». Согласно плану реформирования ВС Украины и согласно Директиве командующего от 27 февраля 1995 года № 15/1/070 30 танковая дивизия начала переход на новые штаты.
До 1997 года личным составом дивизии была выполнена основная задача, которая ставилась ВС Украины, а именно — недопущению снижения существующего уровня оперативной и боевой готовности. В сложных экономических условиях, при недостаточном материальном и финансовом обеспечении в частях дивизии выполнялись мероприятия боевой подготовки, проверялся полевую военную подготовку личного состава.
В июле-августе 1995 года артиллерийские дивизионы полков и 855-й самоходный артиллерийский полк принимали участие в тактических учениях с боевой стрельбой на 250-м Государственном полигоне ракетных войск и артиллерии. Подготовка артиллеристов была достойно оценена высшим военным руководством Вооружённых Сил. Согласно Директиве командующего Северного ОК от 31 декабря 1997 года № 30/1/0201 был расформирован 319-й механизированный полк.
Личный состав дивизии принял участие в самом масштабном в то время комплексном учении «Осень-98», показав при этом высокий уровень оперативной и боевой готовности. В плане реализации современной системы подготовки войск 937-й зенитно-ракетный полк принимал участие в комплексном исследовательском обучении «Дуэль-99», который проводился на полигоне Чауда в Крыму.

## Награды и почетные наименования
- Почетное звание «Гвардейская» — присвоено приказом Народного комиссара обороны СССР от 19 января 1943 года за проявленную отвагу в боях за Отечество с немецкими захватчиками, за стойкость, мужество, дисциплину и организованность, за героизм личного состава.
- Почетное наименование «Ровенская» — присвоено приказом Верховного Главнокомандующего № 022 от 7 февраля 1944 года в ознаменование одержанной победы и отличие в боях за освобождение города Ровно;
- Орден Красного Знамени — награждена Указом Президиума Верховного совета СССР от 14 ноября 1944 года за образцовое выполнение заданий командования в боях с немецкими захватчиками, за овладение городом Дебрецен и проявленные при этом доблесть и мужество[5];
- Орден Суворова II степени — награждена Указом Президиума Верховного совета СССР от 17 мая 1945 года за образцовое выполнение заданий командования в боях с немецкими захватчиками при прорыве обороны немцев и овладении городами Комарно, Новы Замки, Шураны, Комьятице, Врабле и проявленные при этом доблесть и мужество.[6]

Награды частей дивизии:
- 46-й гвардейский кавалерийский Краснознаменный[7] ордена Суворова[8] полк
- 48-й гвардейский кавалерийский ордена Суворова[8] полк
- 50-й гвардейский кавалерийский Краснознаменный[9] полк
- 250-й отдельный танковый орденов Суворова[10] и Кутузова[7] полк
- 141-й гвардейский артиллерийско-миномётный ордена Богдана Хмельницкого[7] (II степени) полк

## Состав
Новая нумерация частям дивизии присвоена 14 марта 1943 года.
- 46-й гвардейский кавалерийский полк
- 48-й гвардейский кавалерийский полк
- 50-й гвардейский кавалерийский полк
- литерный кавалерийский полк (?) (с 21 февраля 1943 года по 9 апреля 1943 года)
- 250-й отдельный танковый полк (с 2 августа 1943 года)
- 141-й гвардейский артиллерийско-миномётный полк (81-й конно-артиллерийский дивизион)
- 17-й отдельный гвардейский дивизион противовоздушной обороны
- 141-й гвардейский артиллерийский парк
- 13-й отдельный гвардейский разведывательный эскадрон
- 10-й отдельный гвардейский сапёрный эскадрон
- 8-й отдельный гвардейский эскадрон связи (62-й отдельный полуэскадрон связи)
- 9-й отдельный медико-санитарный эскадрон
- 14-й отдельный гвардейский взвод химической защиты
- 16-й продовольственный транспорт
- 11-й взвод подвоза горюче-смазочных материалов
- шорно-седельная мастерская
- 12-й дивизионный ветеринарный лазарет
- 1515-я полевая почтовая станция
- 1010-я полевая касса Государственного банка СССР[11]

- управление дивизии (Новоград-Волынский)
- 276-й танковый Могилевский Краснознамённый полк (Новоград-Волынский)

67 Т-72, 8 БМП-2, 2 БРМ-1К, 11 БТР-70, 11 БТР-70, 4 ПМ-38, 1 БМП-КШ, 3 РХМ, 1 МТП, 2 Р-145БМ, 2 МТУ-20, 1 МТ-55А
- 282-й танковый Ельнинский орденов Красного Знамени Кутузова, Суворова, Богдана Хмельницкого полк (Новоград-Волынский)

67 Т-72, 8 БМП-2, 2 БРМ-1К, 2 БТР-70, 4 ПМ-38, 2 РХМ, 1 МТП, 3 Р-145БМ, 1 МТУ-20, 1 МТ-55А
- 325-й танковый Чаплинско-Будапештский Краснознамённый, орденов Кутузова и Богдана Хмельницкого полк (г. Новоград-Волынский)

67 Т-72, 8 БМП-2, 2 БРМ-1К, 2 БТР-70, 4 ПМ-38, 3 РХМ, 1 МТП, 3 Р-145БМ, 3 МТУ-20
- 319-й гвардейский мотострелковый Севастопольский полк (Высокая Печь)

22 Т-72, 4 БМП-2, 2 БРМ-1К, 2 БТР-70, 4 ПМ-38, 1 БМП-КШ, 1 ПРП-3, 3 РХМ, 2 МТП, 2 Р-145БМ, 1 ПУ-12, 1 МТ-55А
- 855-й самоходный артиллерийский Белоцерковский орденов Красного Знамени и Кутузова полк (Новоград-Волынский)

27 2СЗ «Акация», 12 БМ-21 «Град», 3 ПРП-3, 3 ПРП-3, 6 1В18, 2 Р-156БТР
- 937-й зенитный ракетный полк (Новоград-Волынский): 6 ПУ-12, 2 Р-145БМ, 1 Р-156БТР
- 54-й отдельный гвардейский разведывательный Прутско-Померанский орденов Кутузова, Богдана Хмельницкого и Александра Невского батальон (Новоград-Волынский)

1 Т-72, 8 БМП-2, 7 БРМ-1К, 7 БТР-70, 1 Р-145БМ, 2 Р-156БТР)
- 214-й отдельный батальон связи (Новоград-Волынский)
- 151-й отдельный гвардейский инженерно-саперный батальон (Новоград-Волынский)
- 1043-й отдельный батальон материально-технического обеспечения (Новоград-Волынский)
- 108-й отдельный ремонтно-восстановительный батальон (Новоград-Волынский)
- 112-я отдельная медицинская рота (Новоград-Волынский)
- 197-я отдельная рота химической защиты (с. Высокая Печь)
- ОВКР (Новоград-Волынский).[12][4]
- Итого: 224 танка, 51 БМП, 24 БТР, 27 САУ, 16 миномётов, 12 РСЗО[13]

## Периоды вхождения в составдействующей армии
- 19 января 1943 года — 30 апреля 1943 года
- 2 августа 1943 года — 20 октября 1943 года
- 19 декабря 1943 года — 11 мая 1945 года[11]

## Командование дивизии

### Командиры дивизии
- 5 сентября 1941 — 23 октября 1941 — генерал-лейтенант Селиванов, Иван Васильевич
- декабрь 1941 — февраль 1942 — полковник Селюков С. Н.
- февраль 1942 — март 1942 — полковник Сущенко М. А.
- март 1942 — 18 декабря 1942 — полковник Серашев (Серышев), Емельян Парфёнович, (зам. командира 7 кк по строевой части с декабря 1942).
- 18 декабря 1942 — 17 марта 1943 — полковник Горин, Николай Владимирович
- 12 марта 1943 — август 1943 — гв. полковник Коркуц, Евгений Леонидович
- август 1943 — апрель 1944 — генерал-полковник Зубов, Пётр Иванович
- апрель 1944 — май 1944 — полковник Мнышенко, Михаил Яковлевич
- с мая 1944 — генерал-майор Белоусов, Григорий Антонович

### Начальники штаба
- 06 октября 1941—? декабря 1941 — подполковник Кулаков, Теодор Сергеевич, Герой Советского Союза (1944)
- 17 января 1942—? декабря подполковник Алексеев, Василий Абрамович
- 27 октября 1942 — 17 февраля 1943 — майор Тарасов, Гаспар Мелькумович

## Состав и командиры полков

### В годы Великой Отечественной войны

#### С 9.12.1941 по 19.01.1943
- 215-й Уральский казачий кавалерийский полк (подполковник Копыловский Павел Лукич)
- 226-й Орский казачий кавалерийский полк (подполковник Власов Анатолий Васильевич)
- 231-й Оренбургский казачий кавалерийский полк (майор Васюченко Арсений Николаевич), начштаба Мусин Юнус Мусич
- 91-й отдельный Уральский казачий конно-артиллерийский дивизион (ст. лейтенант Гарницкий)
- 83-й отдельный дивизион разведки (капитан Мурзаев)
- отдельный эскадрон химзащиты

## Подчинение
| Дата             | Фронт (округ)                               | Армия                                         | Корпус                               | Примечания            |
| ---------------- | ------------------------------------------- | --------------------------------------------- | ------------------------------------ | --------------------- |
| 19.01.1943 года  | Воронежский фронт                           | -                                             | 6-й гвардейский кавалерийский корпус | —                     |
| 01.02.1943 года  | Воронежский фронт                           | -                                             | 6-й гвардейский кавалерийский корпус | —                     |
| 01.03.1943 года  | Воронежский фронт                           | -                                             | 6-й гвардейский кавалерийский корпус | -                     |
| 01.04.1943 года  | Воронежский фронт                           | -                                             | 6-й гвардейский кавалерийский корпус | -                     |
| 01.05.1943 года  | Воронежский фронт                           | -                                             | 6-й гвардейский кавалерийский корпус | -                     |
| 01.06. 1943 года | Резерв Ставки Верховного Главнокомандования | -                                             | 6-й гвардейский кавалерийский корпус | Степной военный округ |
| 01.07. 1943 года | Резерв Ставки Верховного Главнокомандования | -                                             | 6-й гвардейский кавалерийский корпус | -                     |
| 01.08.1943 года  | Резерв Ставки Верховного Главнокомандования | -                                             | 6-й гвардейский кавалерийский корпус | -                     |
| 01.09.1943 года  | Западный фронт                              | -                                             | 6-й гвардейский кавалерийский корпус | -                     |
| 01.10.1943 года  | Западный фронт                              | -                                             | 6-й гвардейский кавалерийский корпус | -                     |
| 01.11.1943 года  | Резерв Ставки Верховного Главнокомандования | -                                             | 6-й гвардейский кавалерийский корпус | -                     |
| 01.12.1943 года  | Резерв Ставки Верховного Главнокомандования | -                                             | 6-й гвардейский кавалерийский корпус | -                     |
| 01.01.1944 года  | Белорусский фронт                           | -                                             | 6-й гвардейский кавалерийский корпус | -                     |
| 01.02.1944 года  | 1-й Украинский фронт                        | -                                             | 6-й гвардейский кавалерийский корпус | -                     |
| 01.03.1944 года  | 1-й Украинский фронт                        | 13-я армия                                    | 6-й гвардейский кавалерийский корпус | -                     |
| 01.04.1944 года  | 1-й Украинский фронт                        | 13-я армия                                    | 6-й гвардейский кавалерийский корпус | -                     |
| 01.05.1944 года  | 1-й Украинский фронт                        | -                                             | 6-й гвардейский кавалерийский корпус | -                     |
| 01.06.1944 года  | 1-й Украинский фронт                        | -                                             | 6-й гвардейский кавалерийский корпус | -                     |
| 01.07.1944 года  | 1-й Украинский фронт                        | -                                             | 6-й гвардейский кавалерийский корпус | -                     |
| 01.08.1944 года  | 1-й Украинский фронт                        | -                                             | 6-й гвардейский кавалерийский корпус | -                     |
| 01.09.1944 года  | 2-й Украинский фронт                        | -                                             | 6-й гвардейский кавалерийский корпус | -                     |
| 01.10.1944 года  | 2-й Украинский фронт                        | -                                             | 6-й гвардейский кавалерийский корпус | -                     |
| 01.11.1944 года  | 2-й Украинский фронт                        | -                                             | 6-й гвардейский кавалерийский корпус | -                     |
| 01.12.1944 года  | 2-й Украинский фронт                        | Конно-механизированная группа                 | 6-й гвардейский кавалерийский корпус | -                     |
| 01.01.1945 года  | 2-й Украинский фронт                        | Конно-механизированная группа                 | 6-й гвардейский кавалерийский корпус | -                     |
| 01.02.1945 года  | 2-й Украинский фронт                        | 1-я гвардейская конно-механизированная группа | 6-й гвардейский кавалерийский корпус | -                     |
| 01.03.1945 года  | 2-й Украинский фронт                        | 1-я гвардейская конно-механизированная группа | 6-й гвардейский кавалерийский корпус | -                     |
| 01.04.1945 года  | 2-й Украинский фронт                        | 1-я гвардейская конно-механизированная группа | 6-й гвардейский кавалерийский корпус | -                     |
| 01.05.1945 года  | 2-й Украинский фронт                        | 1-я гвардейская конно-механизированная группа | 6-й гвардейский кавалерийский корпус | -                     |

## Командиры
- Горин, Николай Владимирович, гвардии полковник, (январь 1943 — август 1943 года)
- Зубов, Петр Иванович  , гвардии генерал-майор, (август 1943 — август 1944 года)
- Белоусов, Григорий Антонович, гвардии генерал-майор, (август 1944 года — август 1945 года)

## Отличившиеся воины дивизии
Герои Советского Союза:
- Васильев, Дмитрий Павлович, гвардии капитан, командир эскадрона 50 гвардейского кавалерийского полка. Указ Президиума Верховного Совета СССР от 25 августа 1944 года. Звание присвоено посмертно.
- Волков, Филипп Григорьевич, гвардии рядовой, наводчик противотанкового ружья 50 гвардейского кавалерийского полка. Указ Президиума Верховного Совета СССР от 15 мая 1946 года.
- Малышев, Виктор Фёдорович, гвардии младший лейтенант, командир огневого взвода 50 гвардейского кавалерийского полка. Указ Президиума Верховного Совета СССР от 10 января 1944 года. Звание присвоено посмертно.
- Седов, Иван Викторович, старший лейтенант, командир роты 250 танкового полка. Указ Президиума Верховного Совета СССР от 28 апреля 1945 года. Звание присвоено посмертно.
- Шабельник, Виктор Иванович, гвардии лейтенант, командир сабельного взвода 50 гвардейского кавалерийского полка. Указ Президиума Верховного Совета СССР от 15 мая 1946 года.

 Кавалеры ордена Славы трех степеней:
- Зотов, Николай Иванович, гвардии старший сержант, командир расчёта 76-мм орудия 48 гвардейского кавалерийского полка. Указ Президиума Верховного Совета СССР от 24 марта 1945 года.
- Плужников, Павел Степанович, гвардии старший сержант, помощник командира взвода 13-го отдельного гвардейского разведывательного эскадрона. Указ Президиума Верховного Совета СССР от 15 мая 1946 года. Участник парада Победы 1945 года.
- Трубачёв, Михаил Григорьевич, гвардии старший сержант, помощник командира взвода разведки 50-го гвардейского кавалерийского полка. Указ Президиума Верховного Совета СССР от 15 мая 1946 года.
- Фёдоров, Сергей Васильевич, гвардии младший сержант, командир отделения разведки 13-го отдельного гвардейского разведывательного эскадрона. Указ Президиума Верховного Совета СССР от 15 мая 1946 года.
- Филинов, Константин Прокофьевич , гвардии сержант, командир отделения разведки 50-го гвардейского кавалерийского полка. Указ Президиума Верховного Совета СССР от 15 мая 1946 года.